# Charaxes didingensis
Charaxes didingensis är en fjärilsart som beskrevs av Van Somere 1971. Charaxes didingensis ingår i släktet Charaxes och familjen praktfjärilar. Inga underarter finns listade i Catalogue of Life.